# Aulus Atili Calatí
Aulus Atili Calatí (en llatí: Aulus Atilius Calatinus) va ser un general romà de la Primera Guerra Púnica. Va ser dues vegades cònsol i una dictador. Per les seves gestes va rebre un triomf, però també va participar en un desastre naval.

## Primer consolat
El primer consolat el va exercir l'any 258 aC i li van encomanar tot seguit la conquesta de Sicília i fer fora els cartaginesos, segons Polibi junt amb el seu col·lega Gai Sulpici Patercle i segons altres autors, en solitari.
Va conquerir Hipana i tot seguit la fortalesa de Mitístraton. Després va atacar Camarina, però durant el setge va caure en una emboscada i només es va salvar mercès al generós esforç del tribú Calpurni Flamma que apareix sota diversos noms segons els historiadors. Després va conquerir Camarina, Enna, Drepanum i altres ciutats. A final del seu període va fer un atac a Lipara (Lipari) i les operacions en aquesta zona les va continuar el seu successor. Va obtenir els honors del triomf el 257 aC. Durant alguna d'aquestes batalles va fet una prometença (votum) i a la seva tornada a Roma va encomanar la construcció d'un temple dedicat a Spes i Fides.

## Segon consolat i dictador de guerra
Va tornar a ser cònsol el 254 aC just quan Roma havia perdut poc abans la seva flota durant una tempesta al cap Paquinos, però juntament amb el seu col·lega Gneu Corneli Escipió Asina va construir una nova flota de 220 vaixells en només tres mesos, i amb aquestes naus van sortir cap a Sicília. Allí van ocupar Panorm.
L'any 249 aC va ser nomenat dictador per fer-se'n càrrec de la guerra a Sicília, en lloc de Claudi Glícia. No va fer res destacat però va ser el primer dictador que va dirigir un exèrcit romà fora de la península Itàlica. Una tempesta va destruir la flota. Pels resultats desastrosos de la guerra, va ser multat amb 120.000 asos i el seu col·lega, Pul·le, incapaç de suportar la vergonya, es va suïcidar.

## Els darrers anys
L'any 241 aC va ser nomenat mediador entre el procònsol Gai Lutaci Catul i el pretor Quint Valeri, per decidir quin dels dos tenia dret al triomf, i va decidir a favor del primer.

A la seva tomba es va escriure: 
| « | unum hune plurimae consentiunt gentes populi primarium fuisse. | » |

 («Molts estarien d'acord que aquest va ser un membre destacat d'entre totes les tribus romanes»)